# دستگرد (کهک)
دستگرد، روستایی در دهستان فردو بخش فردو شهرستان کهک در استان قم ایران است. این روستا، مرکز دهستان فردو است.

## جمعیت
بر پایه سرشماری عمومی نفوس و مسکن در سال ۱۳۹۵، جمعیت این روستا برابر با ۲۶۹ نفر (۹۰ خانوار) بوده‌است.